# Fabio Magnifico

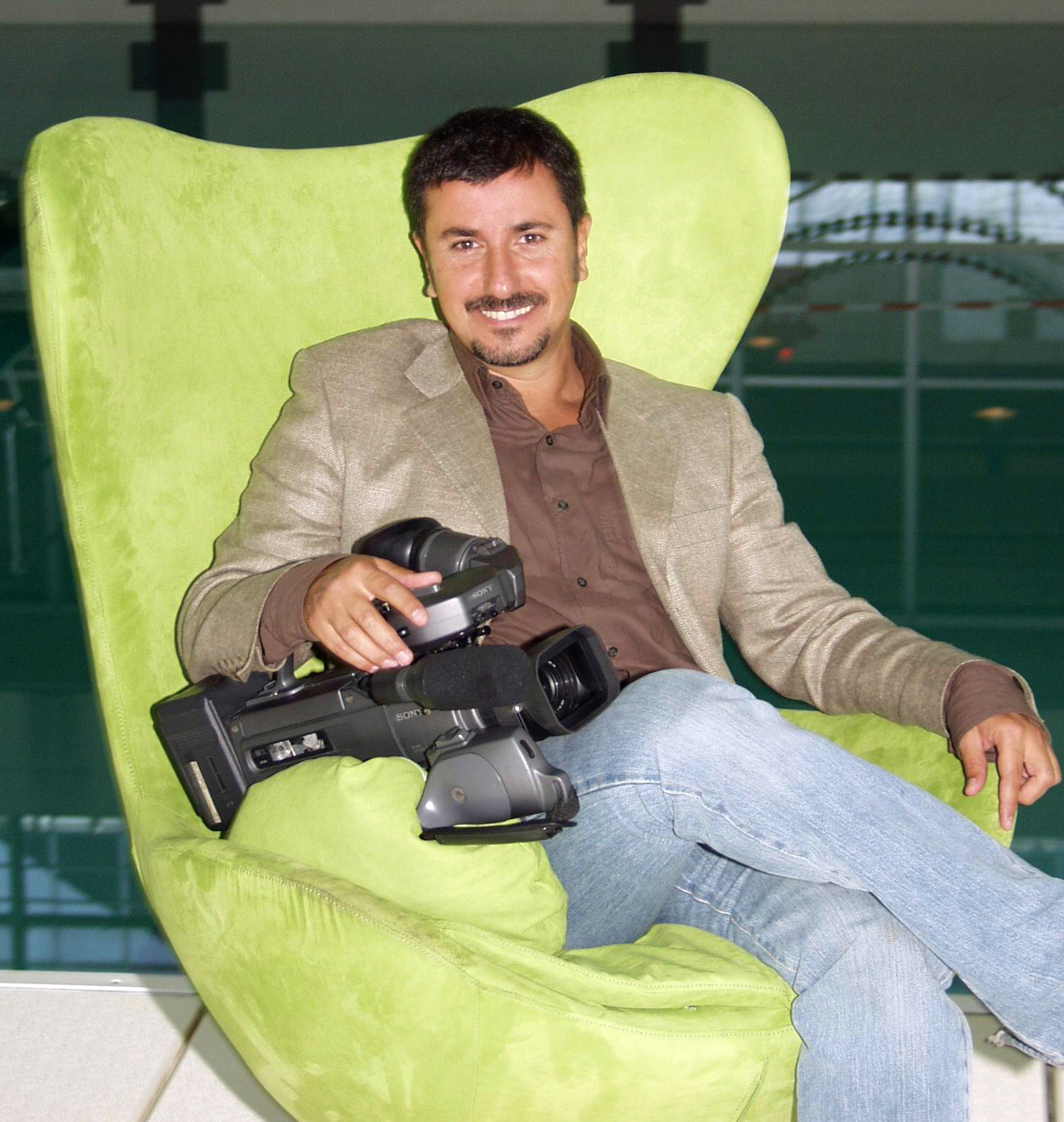
Fabio Magnifico (2014).

Fabio Magnifico (* 7. Januar 1961 in Bari, Italien) ist ein deutscher Regisseur, Journalist, Filmproduzent und wissenschaftlicher Mitarbeiter an der Universität Bielefeld und der Universität zu Köln. Er unterhält weitere wissenschaftliche Zusammenarbeit mit der Fachhochschule Bielefeld, Fachbereich Gestaltung, und mit der Fakultät für Humanwissenschaften der Otto-von-Guericke-Universität Magdeburg. Darüber hinaus arbeitete er für die City University London, für die Fakultät Gesundheitswissenschaften und für die Fakultät für Linguistik und Literaturwissenschaft der Universität Bielefeld.

## Leben
Nach dem Abitur in Süditalien studierte er Pädagogik, Psychologie und Philosophie an der Universität Bari und danach zwischen 1992 und 1997 an der Universität Bielefeld Erziehungswissenschaft. Nach dem Abschluss als Diplom-Medienpädagoge gründete er die Medienproduktionsfirma dvmedia.de in Bielefeld und übernahm später die Koordinierung des Medienpädagogischen Labors (MPL) der Universität Bielefeld.

### Professionelle Aktivitäten
Im Rahmen seiner wissenschaftlichen Mitarbeit an der Universität Bielefeld entwickelte er die Idee einen Spielfilm unter dem Titel die Bielefeldverschwörung. zu drehen. Realisiert wurde der Film im Rahmen einer Seminarreihe der AG für Medienpädagogik der Fakultät für Erziehungswissenschaft der Universität Bielefeld. Die dvmedia.de zählt als Co-Produzent dieses Filmprojektes. CinemaxX Bielefeld zeigte im Jahr 2010 für sechs Wochen den Film. Er wurde von ca. 10.000 Zuschauern gesehen.
Noch während des Studiums in Bielefeld leitete Magnifico die Regie des Musik-Videoclips Ilse aus Milse und gründete den Fernsehsender Kanal 21 (vormals Bivisio, offener Kanal für Bielefeld).
Als Medienwissenschaftler und Koordinator des Medienpädagogischen Labors der Universität Bielefeld leitete er mehrere erfolgreiche Filmprojekte und Veranstaltungen:
- Das UniVideoMagazin, ein Kurzfilmfestival, das schon seit mehr als 18 Jahren im Juli und Februar Kurzfilme und andere Produktionen der Hochschulen der Region Ostwestfalen-Lippe zeigt. Davon veranstaltete er acht UniVideoMagazine als Autokino in Zusammenarbeit mit dem Ästhetischen Zentrum der Universität Bielefeld. Zurzeit (Stand: April 2014) wird das UniVideoMagazin im CinemaxX Bielefeld präsentiert. Als Wanderpokal für die Gewinnerfilme gilt seit 2004 die vergoldete Ottavia.
- Die Seifenoper Lohmannshof (auch mit dem ehemaligen Schauspieler der Lindenstraße Thomas Huber)
- Videoaktionswochen, Videoprojekte mit Schulen, Freizeitzentren der Region Ostwestfalen-Lippe, Kreis Herford, Gütersloh und Magdeburg.
- mehrere Imagefilme, z. B. für den Nationalpark Senne-Eggegebirge
- Zurzeit leitet er die Produktion und führt teilweise die Regie des Episodenfilms Für immer Bielefeld, ein Jubiläumsprojekt für „800 Jahre Bielefeld“.

Als Dozent für Medienpädagogik, Medienwissenschaft, Mediengestaltung und Informatik veranstaltet er seit mehr als 22 Jahren Seminare mit dem Titel Vorsicht:
- Vorsicht Augmented-Reality-Film! (mit Paul John und Thies Pfeiffer)
- Vorsicht 360Grad-Film! (mit Julia Fröhlich, Paul John und Thies Pfeiffer)
- Vorsicht Dreharbeiten! Seit 1995
- Vorsicht Podcast! Seit 2008 (mit Paul John)
- Vorsicht Filmproduktion! (Stand 2014: Produktion Für immer Bielefeld)
- Vorsicht Handy-Video!
- Vorsicht Soap! (Lohmannshof)
- Vorsicht Doku!
- Vorsicht 3D! (mit Paul John)
- Vorsicht Dreharbeiten, reloaded! (für den Deutschen Akademischen Austauschdienst (DAAD))
- Vorsicht Mobile Marketing!
- Vorsicht Thriller!

Als Regisseur und Filmproduzent ist Magnifico mit der Firma dvmedia.de und teilweise mit den Hochschulen seit 20 Jahren als Medienproduzent in den Bereichen Kinospot, Imagefilm, Marketing und virales Marketing, App-Gestaltung und -erstellung, E-Learning, Grafik und Design, Film- und Reisefotografie tätig.

## Filmografie (Auswahl)
- 2017: 5 Imagefilme für Studierendenwerk Bielefeld (link)
- 2017: 2 Kurzfilme für Bundesverband der Deutschen Volksbanken und Raiffeisenbanken
- 2017: 2 Podcasts für Caritas Minden
- 2016: TV-Aufnahmen  für eos.uptrade in Hamburg
- 2016: Workshop und Filmproduktion für Bundesverband der Deutschen Volksbanken und Raiffeisenbanken
- 2016: Messefilm für eos.uptrade in Hamburg   HaCon in Hannover
- 2016: 4 Imagefilme für eCross Germany
- 2016: Filmproduktion für Die Falken  Gütersloh  Rheda-Wiedenbrück
- 2016: Imagefilm für  FH Bielefeld für 4Könige Bielefeld Projekt IMAGE
- 2016: 2 Podcasts für Caritas  Minden
- 2016: 360° Kurz-Spielfilm "360 Karat Format 360° in 3D für die Virtual-Reality-Brille in Kooperation mit der Universität Bielefeld
- 2016: Werbespot (Audio) für Westfalen-Blatt
- 2015: Filmproduktion für Bundesverband der Deutschen Volksbanken und Raiffeisenbanken
- 2014 Kinospots  Herforder Brauerei für scanlitho Bielefeld mit Rüdiger Hoffmann (link)
- 2014: Werbespots für SPD Bielefeld  (für den Oberbürgermeister Pit Clausen)
- 2014: Dokumentarfilm für Shaki, schlaganfall-kinder.de
- 2014: Podcasts „Ja, zur Stadtbahn“  für die Stadtwerke Bielefeld
- 2014: Filmproduktion für Johanneswerk Bielefeld
- 2014: Zik-Zak (Spielfilm Für immer Bielefeld, Universität Bielefeld) mit Ingolf Lück, Andreas Liebold, Heinz Flottmann
- 2014: In your face (Spielfilm Für immer Bielefeld, Universität Bielefeld)
- 2013: Typisch Herford (Spielfilm, AWO Herford, Die 9)
- 2013: Zwei Kurzfilme für jugend creativ für den Bundesverband der Deutschen Volksbanken und Raiffeisenbanken
- 2013: Ausgelacht (Spielfilm Für immer Bielefeld, Universität Bielefeld)
- 2012: Mission Marketing für Boge Kompressoren (Kurzfilm)
- 2012: Linsenlust (Kochfilm mit Petra Kolip)
- 2011: Broadwood (Videoproduktion für den Kinderschutzbund)
- 2011: Zurück (Stereoskopische Kurzfilmproduktion in 3D für das Medienpädagogische Labor der Universität Bielefeld)
- 2011: Typisch Löhne (Medienpädagogisches Projekt, Regie: Ackemann)
- 2010: Sweet Dreams (Kurzfilm für die Internationale Sommerakademie)
- 2010: Bielefeld-Verschwörung (Spielfilm, Produktion der Uni-Bielefeld)
- 2008: Froschperspektive und Salz (Kurzfilme für die VB-Bank, jugend creativ)
- 2008: Advent bei Imke Johannson (DVD-Produktion für den Verlag BusseSeewald)
- 2008: Postkarte aus Sankt Petersburg (Reportage für den Deutschen Akademischen Austauschdienst)
- 2007: Lebe hoch Hundert (Dokumentarfilm und Interaktive DVD für die Otto-von-Guericke-Universität Magdeburg)
- 2007: 1/18 von 450 Jahren (Dokumentarfilm, Regie, Produktion: Medienpädagogisches Labor der Universität Bielefeld)
- 2007: Fehlgriff und Psyrcle (Kurzfilme für die Herbstakademie der Uni Bielefeld)
- 2005: The Story of a Jazzpiano (DVD-Produktion für die Fachhochschule Bielefeld)
- 2003: Vampire (Dokumentarfilm für die Technische Fakultät der Uni Bielefeld)
- 2000: Summer Suite (Kurzfilm mit Thomas Huber, Amanda Sandrelli, Paolo Calabresi, Margherita Di Rauso, Stefano Sansarella und Giles Foreman)
- 1999: Rassismus beschränkt (Kurzfilm, Gewinner des Civis-Preises)
- 1990: Bari non è mica la luna (Kurzfilm von Massimiliano Cocozza)